# Raphanus raphanistrum
Raphanus raphanistrum
Pour les articles homonymes, voir Ravenelle (homonymie).
Espèce
Classification phylogénétique
La Ravenelle, Radis ravenelle ou Radis sauvage (Raphanus raphanistrum), est une espèce de plantes annuelles communes de la famille des Brassicaceae.
Originaire d'Asie ou de Méditerranée selon les sources, ce radis a été introduit dans la plupart des régions du monde et est considéré comme une plante envahissante dans de nombreux pays comme l'Australie. Il se propage rapidement et on le trouve souvent au bord des routes ou dans des endroits où le sol a été perturbé.
C'est une mauvaise herbe très répandue dans les grandes cultures (céréales, colza, etc.), qui s'est montrée résistante à plusieurs types d'herbicides dans certains pays (Australie, Brésil, Afrique du Sud).

## Description

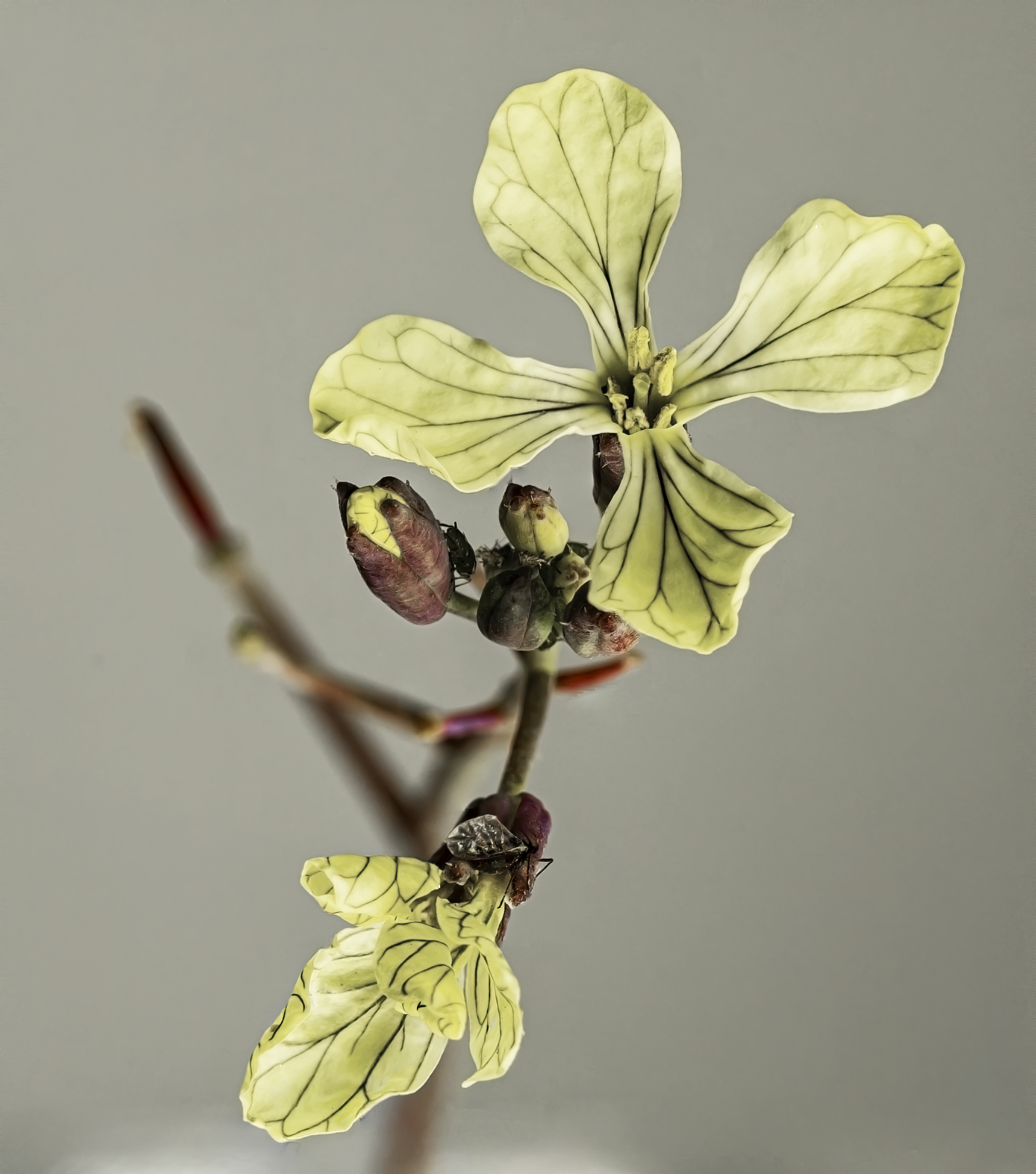
Fleur.

Le radis sauvage pousse comme une annuelle ou une bisannuelle avec d'attrayantes fleurs à quatre pétales de 15–20 mm de diamètre et de couleur variable, généralement du blanc au violet en passant par l'orange et le jaune, souvent avec un ombrage de couleur sur un seul pétale.
Il est résistant au gel qui ne fait qu'interrompre temporairement la floraison.
La floraison a lieu, dans l'hémisphère nord, de mai à septembre.
Il dispose d'un unique pivot qui est similaire à celui du radis cultivé mais moins large.
La plante adulte mesure 30 à 60 cm.

## Utilisation
C'est une source importante de pollen et de nectar pour les pollinisateurs, en particulier les abeilles au début du printemps.
Différentes parties de la plante sont comestibles, les feuilles et les jeunes fruits peuvent être mangés crus, cuits ou en lacto-fermentation.

## Confusions possibles
Cette plante peut être confondue avec la moutarde des champs. On peut les distinguer en comparant les pétales : chez la ravenelle, les nervures au niveau des pétales ont un aspect bleu-violet, ce qui n'est pas le cas chez la moutarde des champs.
Les feuilles pennatiséquées ressemblent à celles du Rapistre rugueux. Elles se distinguent par des paires de divisions décalées et un large lobe terminal.

## Interférence avec les grandes cultures
Les ravenelles sont jugées indésirables dans les surfaces cultivées, en particulier pour la production de semences.